# Илекский артезианский бассейн
Илекский артезианский бассейн — артезианский бассейн в долине реки Илек, в Актюбинской области. Площадь бассейна 10 тысяч км², состоит из 30 тектонических впадин. Два основных водоносных пласта общей мощностью 50—150 м представлены песчаниками нижнего мела и средней юры. Залегают на глубине 50—150 м и 250—300 м. Дебиты скважин 1700—2500 м³/сутки.
Воды меловых отложений пресные (минерализация 0,1—0,7 г/л), воды юрских отложений солёные (минерализация 1— 12 г/л). Общие запасы пресных вод составляют 25—30 млрд м³, ежегодно возобновляемые ресурсы 50—70 млн м³. Используются для водоснабжения населённых пунктов региона.